# 杨青 (古琴演奏家)
楊青（1951年8月—），北京人，中國古琴演奏家，現任中國音樂家聯合會副主席、中國琴會副會長兼秘書長、中国音协民族器乐学会副會長、北京樂器學會副會長。
楊青曾在北京大學、清華大學、沈陽音樂學院等北京及全國各地的高校舉辦講座、進行古琴演奏。此外也多次在全國舉辦音樂會。

## 作品
楊青作品計有：

### 專輯
- 《古琴经典八曲讲析》
- 《琴·歌》
- 《红楼梦（琴歌续作）》
- 《梅花引》

### 著作
- 《古琴弹奏经典歌曲三十首》
- 《古琴弹奏经典歌曲（二）》
- 《少儿学古琴》
- 《古琴艺术知识二百问》
- 《琴梦红楼》
- 《琴颂诗经》
- 《学古琴-古琴自学教程》
- 《古琴考级经典作品示范》